# Музей аеронавтики Джанні Капроні
Музе́й аерона́втики Джа́нні Капро́ні (італ. Museo dell'aeronautica Gianni Caproni) — найдавніший авіаційний музей в Італії. Музей створено у 1927 році як Музей Капроні (італ. Museo Caproni) італійським інженером та піонером авіації Джованні (Джанні) Капроні, а також його дружиною — Тіміною Гуасті (італ. Timina Guasti Caproni).

## Історична довідка
Джованні Капроні був відомий своєю розробкою декількох конструкцій аеропланів між 1910 і 1913 роками. У час Першої світової війни його компанія стала одним із найважливіших виробників літаків союзників — багатомоторних бомбардувальників великої дальності. До кінця війни компанія Caproni була добре відома, але зниження військових замовлень змусило фірму розпочати виробництво цивільних літаків. Деякі з бомбардувальників воєнного часу були перетворені на авіалайнери або на транспортні літаки; були розроблені і нові моделі літаків.
Крім використання свого інженерного таланту, Джованні Капроні був переконаний у важливості збереження історичної спадщини, пов'язаної із зародженням та розвитком італійської авіації в цілому, та фірми Caproni зокрема. Він почав збирати колекцію не лише літаків та пов'язаних з ними технологій, але також пов'язані з ними документи та пам'ятні речі. Разом із дружиною вони продовжували поповнювати свою колекцію й у другій половині 1920-х років вирішили відкрити музей, де експонувався б увесь зібраний ними матеріал.
Музей створено у 1927 році у Таліедо, неподалік від Мілана; він став першим музеєм Італії, повністю присвяченим авіаційній тематиці. Початковою метою музею було зберегти артефакти, що становлять історичний інтерес, пов'язані насамперед із розвитком авіабудівної компанії Caproni, але незабаром у його колекцію були включені й інші свідчення, пов'язані з історією авіації.
З червня по жовтень 1934 року в Мілані проходила Італійська виставка повітроплавання (італ. Esposizione dell’Aeronautica Italiana), на якій Капроні представив чотири своїх літаки. Виставка мала великий успіх, і на її закритті Беніто Муссоліні наказав, щоб офіційний музей італійських ВПС — Museo storico dell'Accademia Aeronautica, що в той час розташовувався у палаці Казерта на півдні Італії, перенесли до Мілану й об'єднали з Музеєм Капроні, що мало стати основою Національного музею аеронавтики (італ. Museo Nazionale Aeronautico).
Перспектива створення єдиного італійського авіаційного музею була далекоглядною, але вона не була реалізувана. Музей Капроні зберіг свій статус найважливішої установи такого роду в Італії та продовжив розвиватися у напрямі музею авіації загального призначення. Музей зберіг своє початкове місцезнаходження під Міланом до початку Другої світової війни. Для постійного виставкового простору пристосували один із великих ангарів аеропорту Таліедо. Цей виставковий павільйон був відкритий у 1940 році, у його колекції були присутні такі моделі: авіаційний двигун CNA Eta; фюзеляжі літаків Fokker D.VIII, Nieuport-Delage NiD 29 і LFG Roland D.VI; літаки Ansaldo SVA, Bristol Coanda, Caproni Ca.1, Caproni Ca.6, Caproni Ca.18, Caproni Ca.20 та інші літаки компанії Caproni. Крім цього, представлено багато авіаційних двигунів, повітряних гвинтів та пов'язаних з авіацією предметів.
Починаючи з 1942 року виникла потреба перемістити частину літаків музею Капроні з-під Мілана, щоб запобігти їх пошкодженню чи знищенню внаслідок бомбардувань союзників. Однак, незважаючи на вжиті запобіжні заходи, деякі літаки були знищені, проте більшість фондів музею, включаючи не тільки техніку, але також бібліотеку та архіви, пережили війну. Після її закінчення технічні експонати музею Капроні були зібрані в містечку Венегоно-Суперіоре провінції Варезе, а документальна частина колекції зберігалася в Римі. Музей продовжував розвиватися, беручи участь у різноманітних авіаційних заходах. Істотну роль його роботі у 1940—1950 роках зіграла Тіміна Капроні.
У 1960-х роках відкрили новий виставковий павільйон на старій фабриці Caproni у Віццола-Тічино у тій же провінції Варесі. Музей Капроні був відкритий для публіки й далі нарощував свою колекцію. Наявність 600-метрової злітно-посадкової смуги, розташованої неподалік будівлі музею, дозволило деяким новим експонатам дістатися до музею повітрям. Деякі літаки в цей період часу зазнали серйозної реставрації та консервації. Після смерті засновників музею, їхні діти — Джованні та Марія Феде — продовжили справу батьків, керуючи цією установою. У 1980-х роках фінансовий спад компанії змусив закрити музей у Віццола-Тічино, але завдяки щедрому втручанню Мартіно Айхнера (Martino Aichner), у серпні 1988 року підписано угоду між сім'єю Капроні та провінцією Тренто, в якому влада провінції погодилася надати для музею Капроні нову виставкову будівлю, що мали збудувати поблизу аеропорту Aeroporto di Trento-Mattarello, а музей отримував назву «Музей аеронавтики Джанні Капроні» (італ. Museo dell'aeronautica Gianni Caproni).
Головний корпус нового музейного комплексу відкрили 3 жовтня 1992 року. У його виставковому павільйоні площею 1400 квадратних метрів із клімат-контролем спочатку представили 17 літаків. Навесні 1999 року Музей аеронавтики Джанні Капроні став територіальним підрозділом музею Museo tridentino di scienze naturali, тим самим ставши частиною мережі з 18 наукових та історичних музеїв, які перебувають у підпорядкуванні провінції Тренто. У квітні 2011 року відкрили новий ангар, експозицію літаків у музеї реорганізували, внаслідок чого в ній показали ще декілька літаків, які раніше зберігалися на складі музею. Музей Капроні також включає багату спеціалізовану бібліотеку з великою колекцією книг з історії авіації.

Деякі експонати
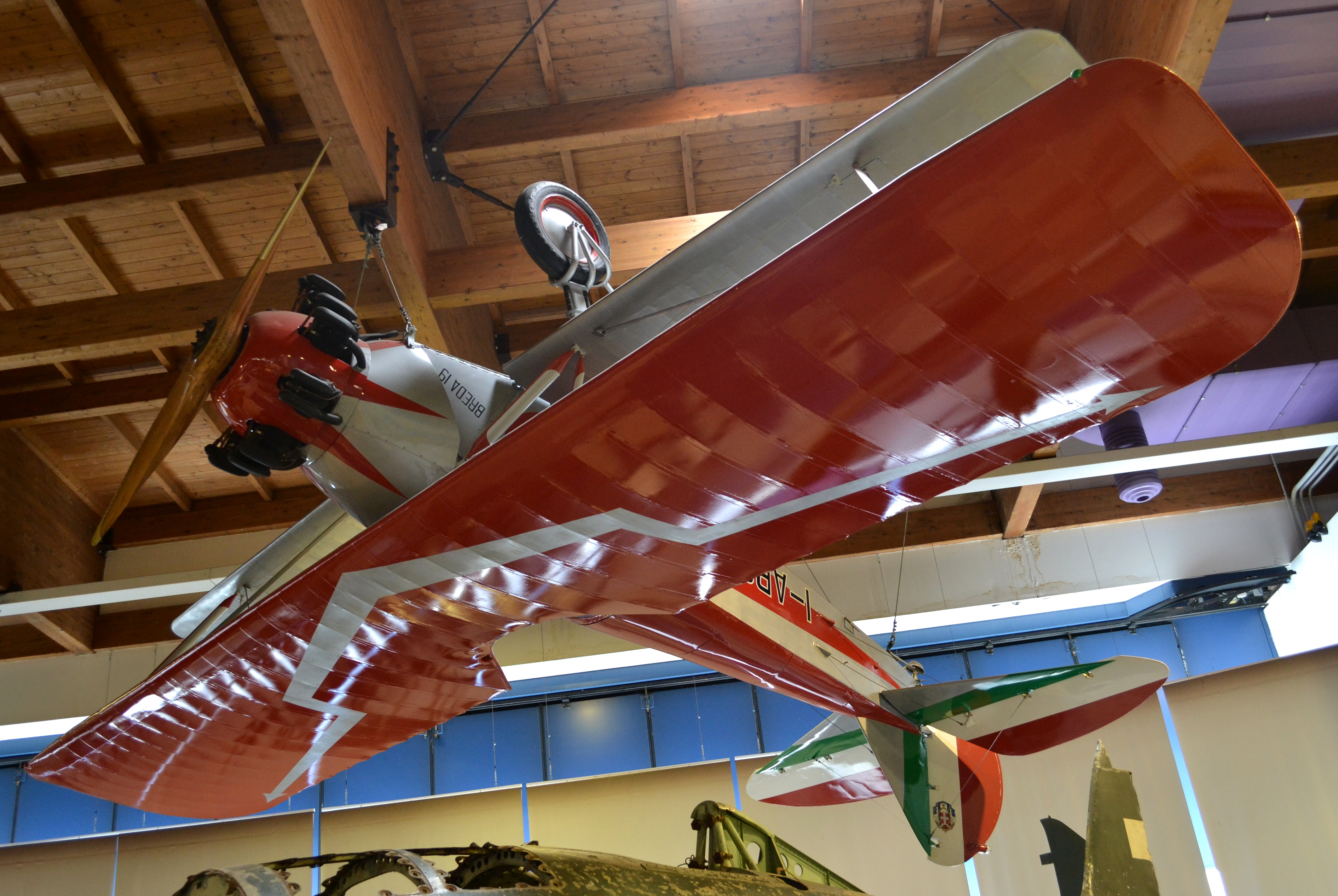
Breda Ba.19
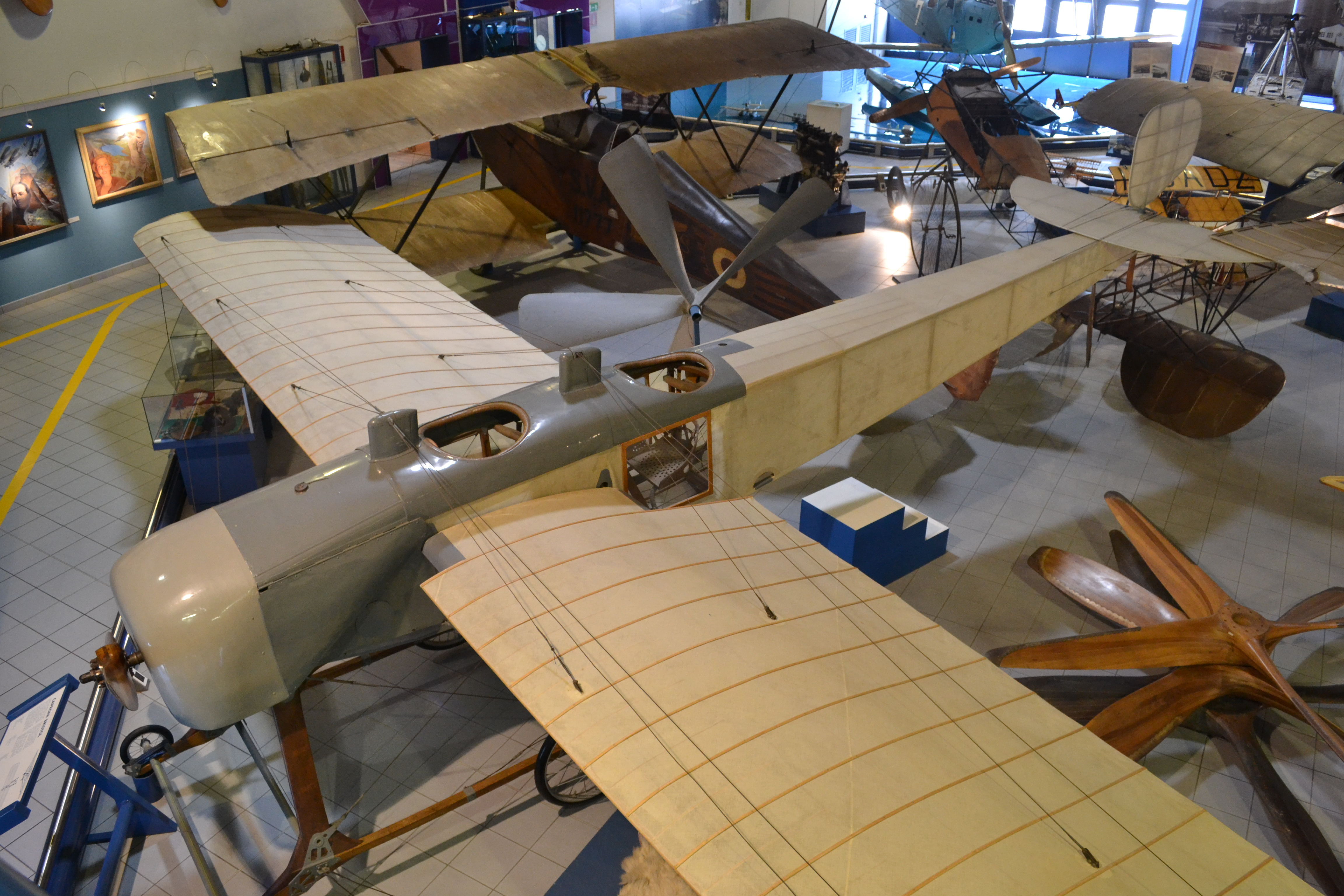
Caproni Bristol
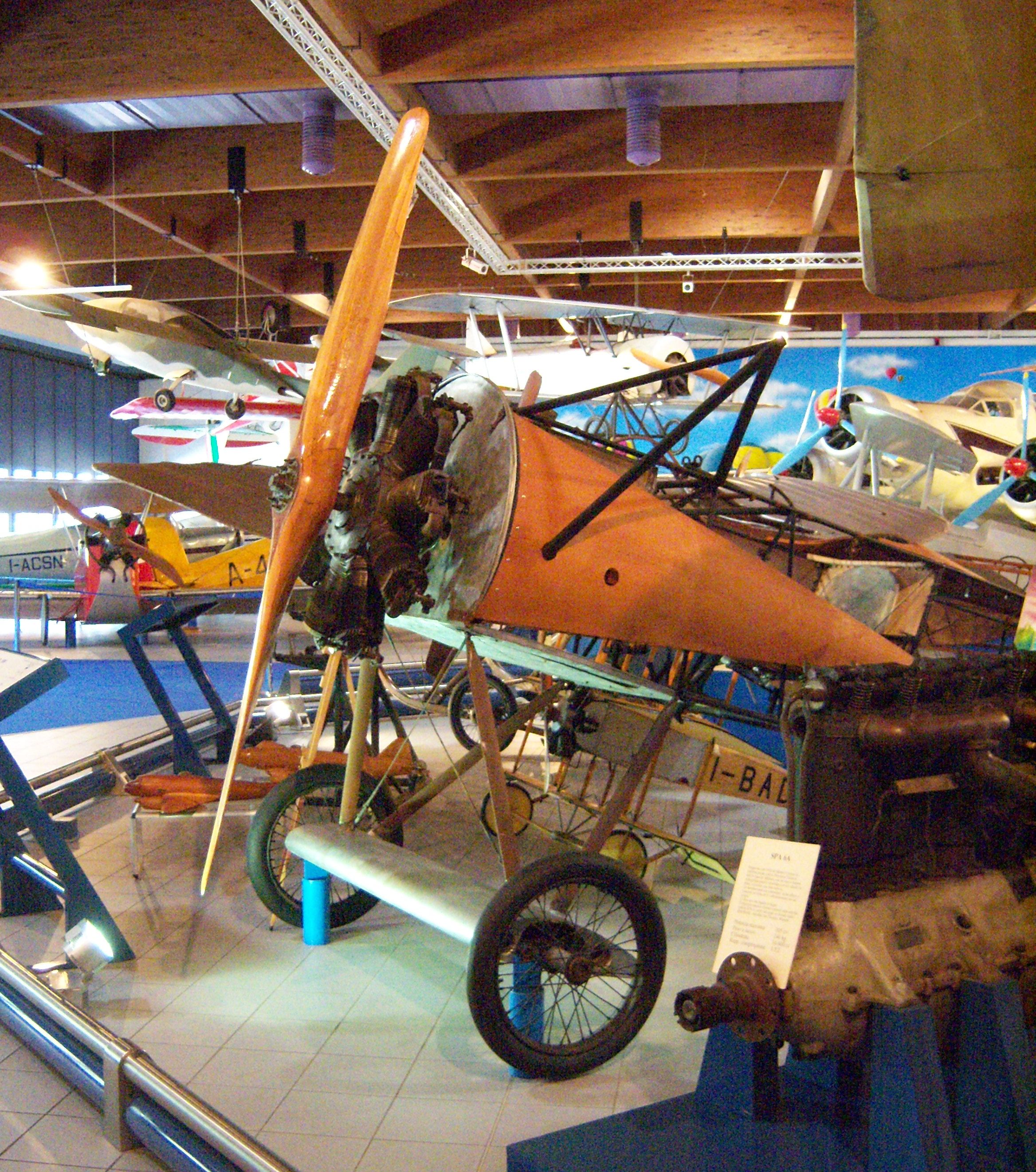
Fokker D.VIII
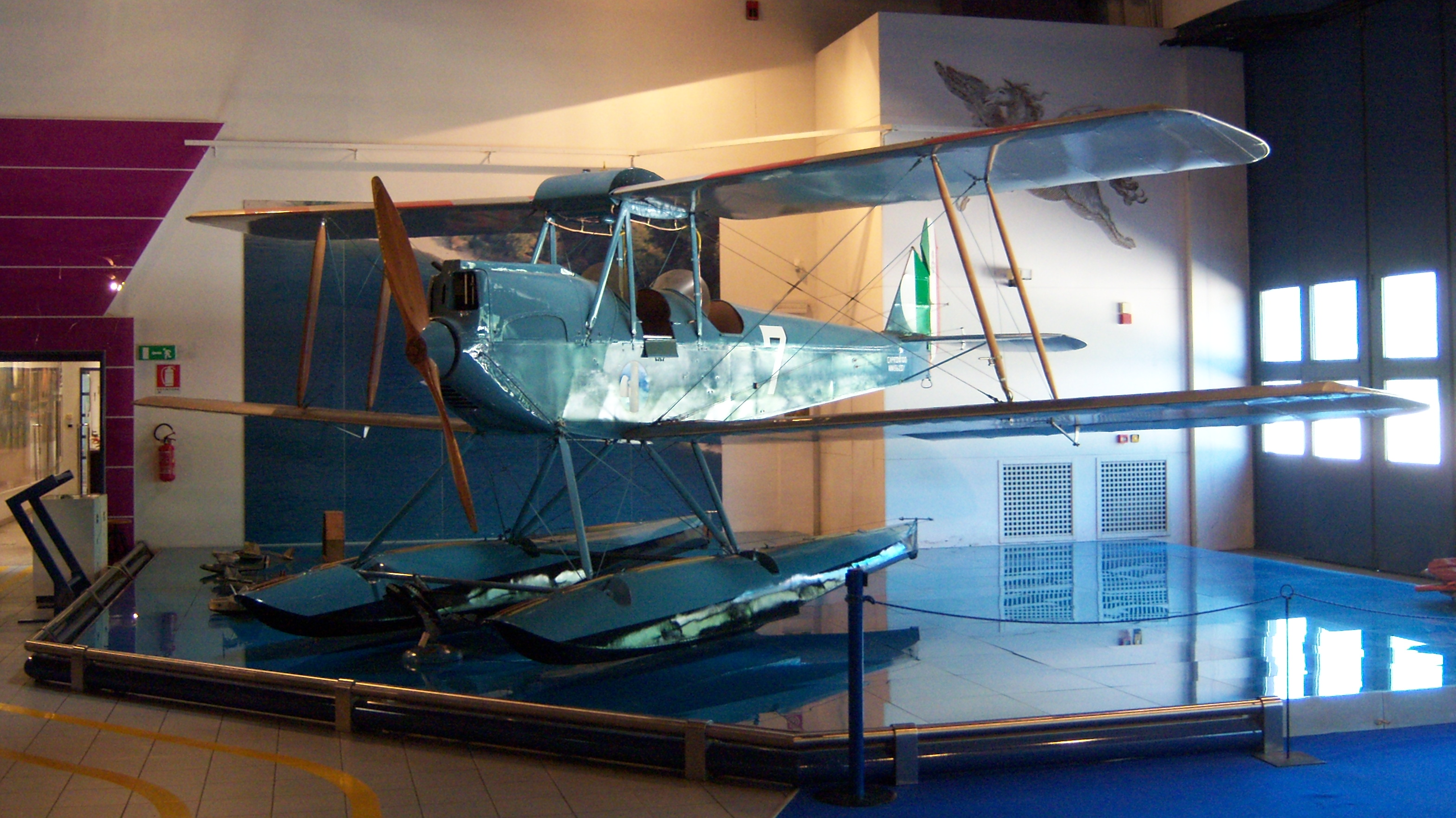
Caproni Ca.100
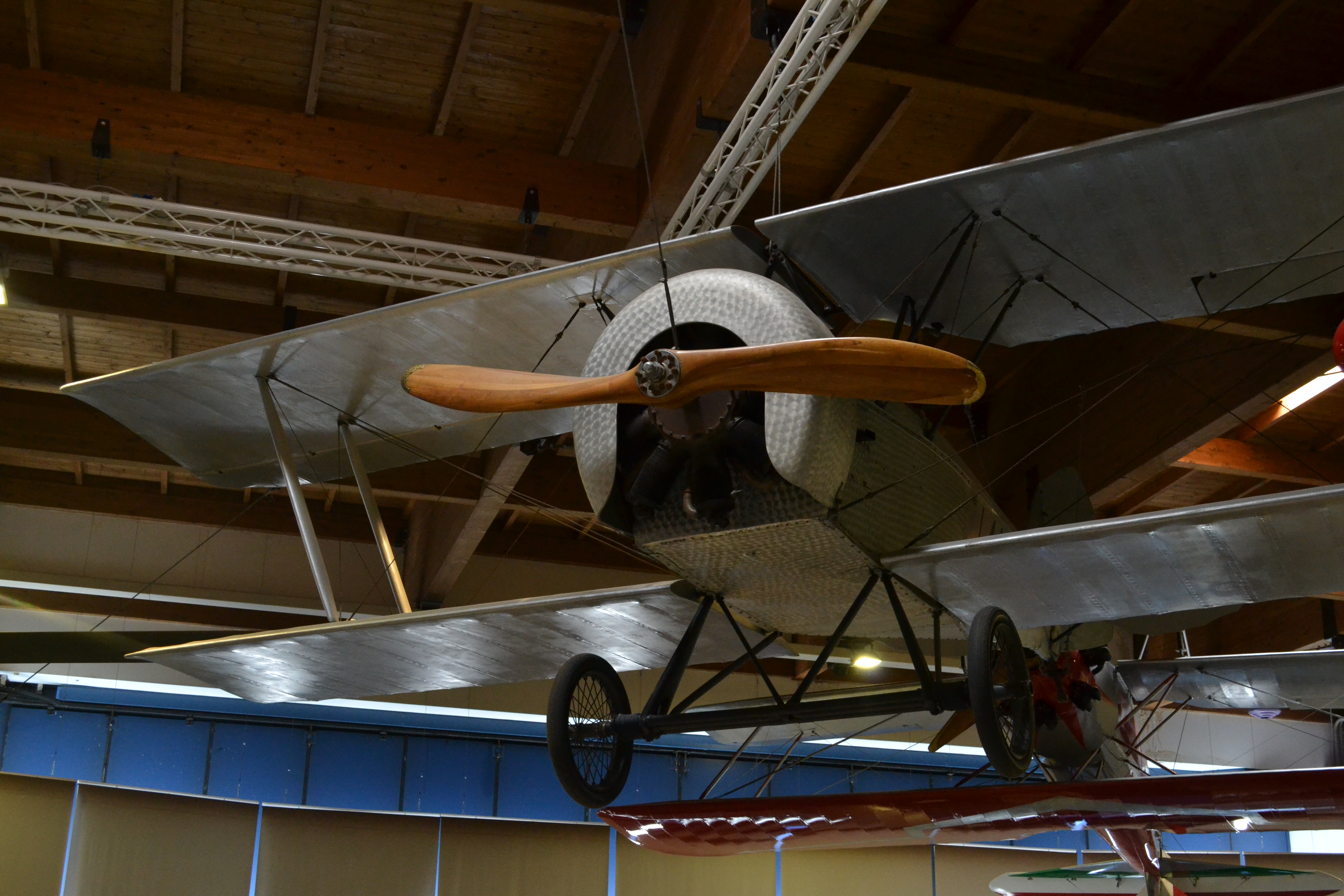
Gabardini B.51bis